# جان گاردنر (نویسنده آمریکایی)
جان چمپلین گاردنر جونیور (زاده ۲۱ ژوئیه ۱۹۳۳ – درگذشته ۱۴ سپتامبر ۱۹۸۲) رمان‌نویس، مقاله‌نویس، منتقد ادبی و استاد دانشگاه آمریکایی بود. او شهرت خود را بیشتر مرهون رمان «گرندل» است که در سال ۱۹۷۱ نوشت و بازگویی افسانه بیوولف است.

## سنین جوانی و تحصیل
گاردنر در باتاویا، نیویورک به دنیا آمد. پدرش واعظ و دامدار بود و مادرش معلم کلاس سوم در مدرسهٔ کوچکی در دهکدهٔ همسایه. پدر و مادرش هر دو به شعر و شاعری علاقمند بودند و اغلب بر سر زمین و در هنگام کار، شعر می‌سرودند و اشعار خود را در خانه دوستانشان بازخوانی می‌کردند. گاردند در گروه پیشاهنگان آمریکا فعال بود و به رتبهٔ پیشاهنگی عقاب دست یافت. گاردنر در کودکی به مدرسهٔ دولتی می‌رفت و در مزرعهٔ پدرش کار می‌کرد. در همین دوره در آوریل ۱۹۴۵ بود که ژیلبرت، برادر کوچکترش در تصادف با یک ماشین کشاورزی کشته شد. گاردنر که در زمان تصادف رانندهٔ این ماشین بود، عذاب وجدان ناشی از آن را تا سال‌های سال بعد از آن حادثه با خود حمل کرد و شب‌ها به کابوسی هولناک دچار بود. این واقعه در بیشتر داستان‌ها و نقدهای گاردنر خود را نشان می‌دهد و مستقیماً در داستان کوتاه «رستگاری» در سال ۱۹۷۷، که شامل بازگویی داستانی تصادف به عنوان انگیزه‌ای برای الهام هنری بود، بازتاب پیدا کرد.
گاردنر تحصیلات دانشگاهی خود را در دانشگاه دی پاو آغاز کرد و در سال ۱۹۵۵ مدرک کارشناسی خود را از دانشگاه واشینگتن در سنت لوئیس دریافت کرد. او کارشناسی ارشد (۱۹۵۶) و دکترای خود را (۱۹۵۸) از دانشگاه آیووا دریافت کرد. او در سال ۱۹۷۰ به عنوان استاد مدعو در دانشگاه دیترویت فعالیت کرد.